# 2004年夏季残疾人奥林匹克运动会巴林代表团
2004年夏季残疾人奥林匹克运动会巴林代表团是巴林派出的2004年夏季残疾人奥林匹克运动会代表团。获得1枚银牌。